# Górne Peru

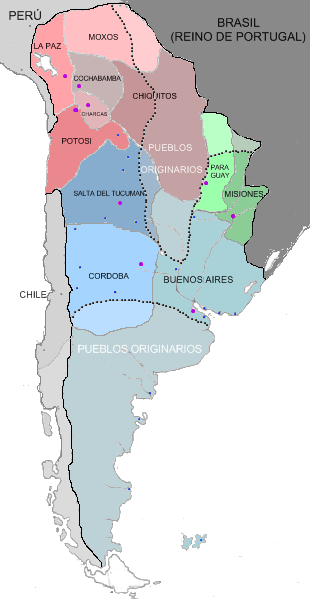
Odcienie czerwonego oznaczają intendencje Górnego Peru w obrębie Wicekrólestwa La Platy, 1783

Górne Peru (Alto Perú) – jednostka podziału administracyjnego najpierw Wicekrólestwa Peru, a później Wicekrólestwa La Platy, odpowiadająca w przybliżeniu terytorium obecnej Boliwii.
Górne Peru, jako część Wicekrólestwa La Platy, obejmowało następujące intendencje: 
- Intendencja Potosí
- Intendencja Cochabamba
- Intendencja Chuquisaca nazywana też Charcas
- Intendencja La Paz

Można zauważyć, że odpowiadały one Płaskowyżowi Andyjskiemu lub obszarowi Puny, zamieszkanemu przez następujące grupy etniczne: Kolla, Ajmara (głównie w La Paz), Uro (nad Jeziorem Titicaca) i inne grupy andyjskie, które w miejsce języka ajmara mówiły lub zostały zmuszone do przyjęcia języka keczua po podbojach inkaskich na obszarze Cochabamba, Chuquisaca i Potosí.
Z powodów historycznych, geograficznych i etnicznych Górne Peru było bardzo powiązane z Peru andyjskim i nadpacyficznym. Natomiast obszary podporządkowane Moxos (czytaj: Mohos), czyli Beni, El Acre i Chiquitos oraz w dużej mierze Santa Cruz, okazały się odmienne od Górnego Peru, dlatego termin Górne Peru odnosi się obecnie tylko do Płaskowyżu Boliwijskiego. 
Wszystkie te terytoria, oddzieliwszy się od Zjednoczonych Prowincji La Platy, utworzyły Republikę Boliwii.
W 1561 utworzono w Mieście La Plata (obecne Sucre) Królewską Audiencję Charcas, sprawującą nadrzędną władzę sądowniczą nad Górnym Peru. Doprowadziła do tego potrzeba stworzenia nowego regionalnego ośrodka administracyjnego, z którego można było wydajniej kontrolować obszar największej produkcji srebra.
Od lipca do grudnia 1822 roku region Górnego Peru (La Paz, Santa Cruz i Departament Nadmorski – Pustynia Atacama) był okupowany przez siły portugalskie z Kapitanii Mato Grosso, które na prośbę lokalnych gubernatorów wkroczyły do Górnego Peru. Gubernatorzy ci woleli okupację innego państwa o ustroju monarchicznym, niż włączenie do kruchej republiki. W tym samym roku wycofano wojska portugalskie, gdy monarcha brazylijski zdecydował o zaniechaniu interwencji w wewnętrzne sprawy sąsiada: "o Brasil não interfere em assuntos externos".